# Centre hospitalier universitaire de Sherbrooke
 (décembre 2021).
Le Centre hospitalier universitaire de Sherbrooke (CHUS) est le quatrième plus grand centre hospitalier du Québec et le principal établissement du Réseau universitaire intégré de santé (RUIS) de la Faculté de médecine et des sciences de la santé de l'Université de Sherbrooke.
Le Centre hospitalier universitaire de Sherbrooke est le résultat de la fusion, en 1995, de l'ancien Centre hospitalier universitaire de Sherbrooke, du Sherbrooke Hospital, de l'Hôpital Général Saint-Vincent-de-Paul et de l'Hôtel-Dieu (Sherbrooke). Il a été temporairement appelé Centre universitaire de santé de l'Estrie.
Le CHUS offre des services de médecine générale, spécialisée et surspécialisée à sa population régionale et constitue le centre de référence tertiaire pour les régions de l'Estrie, du Centre-du-Québec et de l'est de la Montérégie. Il est également le centre de référence quaternaire en radiochirurgie par scalpel gamma pour l'ensemble du Québec et l'est du Canada. Avec plus de 6 800 employés, médecins et pharmaciens et plus de 3 400 étudiants, le CHUS est un pôle académique et économique important de l'est du Québec et le deuxième plus grand employeur de l'Estrie.

## Historique
Le CHUS est né en 1974, lorsque la Clinique de l'Université de Sherbrooke ouverte en 1969 changea son appellation pour Centre hospitalier universitaire de Sherbrooke. En 1995, lors de la fusion de quatre hôpitaux indépendants de la région de Sherbrooke : le Sherbrooke Hospital, l'Hôpital Saint-Vincent-de-Paul, l'Hôtel-Dieu de Sherbrooke et le Centre hospitalier universitaire de Sherbrooke, le CHUS changea son appellation pour CUSE (Centre universitaire de santé de l'Estrie)[source insuffisante]. L'appellation officielle de la nouvelle institution fut le Centre universitaire de santé de l'Estrie (CUSE) jusqu'en 2000, où le nom fut à nouveau changé pour Centre hospitalier universitaire de Sherbrooke (CHUS). L’appellation officielle des 2 établissements du CHUS est : CHUS – Hôpital Fleurimont et CHUS – Hôtel-Dieu.